# Sinkangwe
Sinkangwe är ett periodiskt vattendrag i Burundi.   Det ligger i provinsen Cankuzo, i den östra delen av landet, 140 kilometer öster om huvudstaden Bujumbura.
I omgivningarna runt Sinkangwe växer huvudsakligen savannskog. Runt Sinkangwe är det ganska tätbefolkat, med 78 invånare per kvadratkilometer.